# Daisuke Watabe
Daisuke Watabe (Saitama, 19 april 1989) is een Japans voetballer.

## Carrière
Daisuke Watabe tekende in 2008 bij Omiya Ardija.